# Peter Bulthaup
Peter Bulthaup (* 13. Juli 1934 in Osnabrück; † 29. Oktober 2004) war ein deutscher Philosoph und Chemiker.
Bulthaup wurde 1968 an der Johann Wolfgang Goethe-Universität Frankfurt am Main bei Hermann Hartmann in Physikalischer Chemie promoviert und war zudem Schüler Adornos und Horkheimers. 1973 wurde er Professor für Didaktik der Naturwissenschaften an der TH Darmstadt. Seit 1975 war er Inhaber eines Lehrstuhls für Philosophie an der Universität Hannover mit den Schwerpunkten Deutscher Idealismus, Naturphilosophie und Kritik der Politischen Ökonomie; zudem wissenschaftlicher Beirat des Gesellschaftswissenschaftlichen Instituts Hannover.

## Veröffentlichungen
- Zur gesellschaftlichen Funktion der Naturwissenschaften. Hrsg. v. Gesellschaftswissenschaftlichen Institut Hannover. 2. Auflage, Lüneburg 1996 (zu Klampen) (1. Auflage Frankfurt 1973). ISBN 3924245576
- Parusie. In: Materialien zu Benjamins Thesen 'Über den Begriff der Geschichte'. Beiträge und Interpretationen. Hrsg. v. Peter Bulthaup, (Frankfurt 1975). Dieser Text ist auch in "Das Gesetz der Befreiung" (s. u.) enthalten.
- Ernstfall und Allotria. Überlegungen zum Verhältnis von Reflexion und Kunst. In: Musik-Konzepte 63/64. Theodor W. Adorno. Der Komponist. Hrsg. v. H.-K. Metzger u. Rainer Riehn. edition text + kritik, München 1989.
- Von der Freiheit im ökonomischen Verstande. I. Die Metaphysik von Δ G, II. Über einige Schwierigkeiten, die Förderung des technischen Fortschritts aus ökonomischem Zwang zu bestimmen. In: Das Automatische Subjekt bei Marx. Studien zum Kapital. Hrsg. v. Gesellschaftswissenschaftlichen Institut Hannover, Lüneburg 1998 (zu Klampen). ISBN 3-924245-67-3
- Das Gesetz der Befreiung. Und andere Texte. Hrsg. v. Gesellschaftswissenschaftlichen Institut Hannover, Lüneburg 1998 (zu Klampen). ISBN 3924245754 
 Rezension (Memento vom 28. September 2007 im Internet Archive)
- ... daß Gott selbst gestorben ist. Hegels Religionskritik. in: Wider den absoluten Anspruch, Gerd-Günther Grau zum 75. Geburtstag hrsg. v. Friedrich Wilhelm Korff, Würzburg 1998.
- Zweckmäßigkeit, absoluter Zweck, Begriff. Kritik der Hegelschen Deduktion des Begriffs. In: Andreas Knahl, Jan Müller, Michael Städtler u. a.: Mit und gegen Hegel. Von der Gegenstandslosigkeit der absoluten Reflexion zur Begriffslosigkeit der Gegenwart. Hrsg. v. Gesellschaftswissenschaftlichen Institut Hannover, in Zusammenarbeit mit dem Istituto Italiano per gli Studi Filosofici; Neapel, Lüneburg 2000 (zu Klampen). ISBN 3-924245-91-6

Weitere Publikationen finden sich auf den Seiten des Peter-Bulthaup-Archivs sowie auf der Seite Nachruf zum Tode von Peter Bulthaup der Erinnyen (s. u.).